# 艾沙亞·布朗
艾沙亞·杰·“伊齐”·布朗（英語：Isaiah Jay "Izzy" Brown)，1997年1月7日—）是英格蘭的職業足球運動員，司職前锋、翼鋒，現由英超球隊切尔西租借至英冠球隊錫周三。

## 外部連結
- Chelsea F.C. academy profile
- 足球数据库：艾沙亞·布朗的球员统计数据